# 第五共和国听证会
第五共和国听证会（：／）是1988年第13届大韩民国国会就第五共和国政府的腐败问题和光州事件举行的听证会，这是为查明光州民众抗争（民主化运动）真相而设立的国会听证会活动。
第五共和国听证会被认为是代表第五共和国腐败特别委员会（五共非理特别委员会）的活动，全称为“第五共和国政治权力不正之风调查特别委员会”。

## 概要
1987年，卢泰愚通过直选方式当选韓國總統，第六共和國由此诞生。但是，卢泰愚与全斗焕作为新军部的领导者，共同主导了12.12军事叛乱，在第五共和国时期担任要职，因此，对第五共和国时代的不正之风和腐败的调查表现出消极的态度。
然而，在1988年的第13届大韩民国国会选举中，在野党的议席多于执政党，在韩国历史上首次出现了“朝小野大”的局面，在野党的强烈要求下组成了调查第五共和国政权不正之风的“第五共和国政治权力不正之风调查特别委员会”，主席为统一民主党副总裁李基澤议员。
这是为调查日海财团腐败、光州民主化运动真相、媒体机构整合等问题，而举行的宪政史上首次国会听证会，通过电视直播方式，在当时民众中引起了热烈反响。

## 全斗焕
第五共和国的核心人物全斗焕是否会以证人身份出席，是当时的关注焦点。1989年12月31日，前往百潭寺的全斗焕在国会出席，没有回答第五共和国腐败特别委员会、光州真相特别委员会联席听证会的提问，只是在没有进行证人宣誓的情况下宣读了文件，对此，当时的国会议员提出了强烈抗议。

## 主要证人
作为证人出席的主要人物有：
- 现代集团名誉总裁郑周永
- 前青瓦台警卫室长张世东
- 前文教部长金玉吉

## 评价
当时的舆论认为，证人只是一味辩解或者回答不知道，在没有具体成果的情况下就草草收场。
当时还是议员的卢武铉受到了媒体的关注。